# Léon Comar
Jules Léon Hippolyte Comar (1863-1932) est un entrepreneur français spécialisé dans les produits pharmaceutiques, et à l'origine du groupe Clin-Byla. Il était collectionneur d'objets d'art, et plus particulièrement d'estampes.

## Biographie
Léon Comar est né le 21 juillet 1863 dans le 2e arrondissement de Paris, fils de Louis-Ferdinand Comar, pharmacien et Julie-Léontine Bonnet. Il a un frère, Charles (1871-1958).
Diplômé pharmacien en 1884, lui et son frère succèdent à leur père qui a transformé en 1880 l'officine familiale en laboratoire de production. Charles et Léon développent le laboratoire Comar pour en faire une entreprise de production de produits chimiques et pharmaceutiques, en prenant en 1897, la direction des laboratoires Clin, fondés par le docteur Ernest-Marie Clin en 1866,. Récompensée en 1904, les laboratoires Clin-Comar exportent leurs produits dans le monde entier. Jules Comar devient le vice-président de la Chambre syndicale des producteurs de produits pharmaceutiques. L'un des produits les plus célèbres restent le Cinnozyl (à base de Chlorhydrate de cinnoline), développé après 1918, afin de lutter contre la transmission de la tuberculose.   
En 1905, il fonde le prix Clin-Comar, qui récompense les meilleurs étudiants en médecine du monde entier : ce prix sera délivré jusque dans les années 1960.
Durant la Première Guerre mondiale, Comar lance la construction d'une usine à Massy, qui ouvre en 1919 et qui compte en 1927, plus de 200 employés.
En 1920, il est élu premier président de la Société de la gravure sur bois originale. Bibliophile, il collectionnait depuis 1898 les livres illustrés modernes. 
En 1922, il préside l'Union commerciale française, qui vise à relancer les exportations de produits français dans le monde. Le 22 mars, il est nommé chevalier de la Légion d'honneur. 
Il meurt le 6 septembre 1932 à Orsay.
Ses descendants poursuivent le développement de Clin-Comar qui deviendra Clin-Byla dans les années 1950, puis en 1971, Clin-Midy, pour mener finalement à Sanofi.
Jean Comar (1926-1995) était son petit-fils, fondateur de la revue scientifique Biofutur.

## Distinctions
- Chevalier de la Légion d'honneur (1922)